# Jednotka intenzivní péče

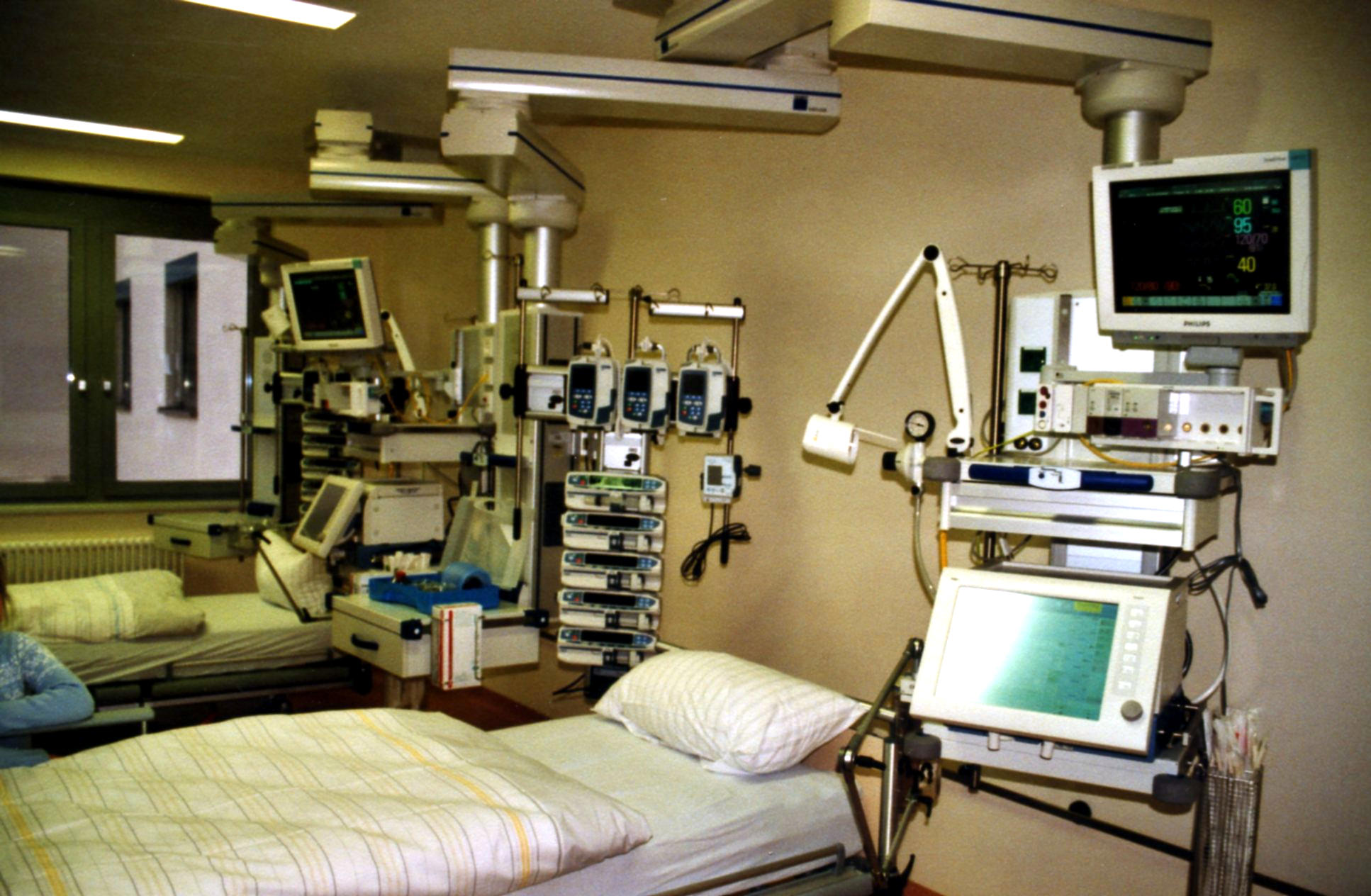
Jednotka intenzivní péče

Jednotka intenzivní péče (JIP, jipka) je specializované oddělení nemocnic, poskytující intenzivní zdravotnickou péči. Mnoho nemocnic má také další úseky intenzivní péče pro speciální obory medicíny, podle potřeby a možností příslušné nemocnice. Označení není jednotně standardizováno.

## Historie
V roce 1854 byla anglická ošetřovatelka Florence Nightingalová požádána o pomoc v krymské válce, kde se ukázala potřeba oddělovat vážně zraněné vojáky od těch méně zraněných. Nightingalová snížila úmrtnost na bojišti ze 40 % na 2 % vytvořením koncepce intenzivní péče.
V roce 1950 ustavil Peter Safar koncepci „pokročilé podpory života“, kdy jsou pacienti udržováni v sedaci a ventilováni v prostředí intenzivní péče. Safar je považován za prvního intenzivistu.
V reakci na epidemii dětské obrny (při které mnoho pacientů potřebovalo trvalou ventilaci a sledování), založil Bjørn Ibsen v roce 1953 v Kodani první jednotku intenzivní péče. První aplikaci tohoto nápadu ve Spojených státech amerických zahájil Dr. William Mosenthal, chirurg v Dartmouth-Hitchcock Medical Center. V 60. letech 20. století byla rozpoznána důležitost srdečních arytmií jako zdroje komplikací a úmrtí při infarktech myokardu. To vedlo k rutinnímu používání srdečního monitoringu na JIP, zvláště při postinfarktových stavech.

## Typy JIP
JIP sdržující pacienty více základních medicínských oborů se označuje jako multioborová JIP. Pokud JIP poskytuje péči pacientům pouze jedné odbornosti, mluví se o oborové JIP. Mezi typy oborových JIP patří například:
- Novorozenecká (neonatologická) JIP
- Dětská (pediatrická) JIP
- Psychiatrická JIP
- Koronární jednotka (koronární JIP) pro srdeční příhody
- Kardiovaskulární JIP
- Mobilní JIP
- Chirurgická JIP
- Ortopedická JIP
- Gynekologicko - porodnická JIP
- Interní JIP
- Jednotka pro noční intenzivní zotavení (pro operace s krátkodobou hospitalizací)
- Neurologická JIP
- Iktová jednotka (JIP pro léčbu pacientů s cévní mozkovou příhodou)
- Popáleninová JIP
- Úrazová (traumatologická) JIP
- Respirační JIP
- Geriatrická JIP
- Metabolická JIP
- Infekční JIP
- Kardiochirurgická JIP
- Neurochirurgická JIP
- Covidová JIP

## Zařízení a systémy
Mezi obvyklá zařízení JIP patří mechanický ventilátor (pomáhá s dýcháním při intubaci nebo tracheostomii), srdeční monitory včetně telemetrie, vnější kardiostimulátory a defibrilátory, dialytická zařízení pro ledvinná selhání, zařízení pro stálé monitorování životních funkcí, katétry pro infuze a pro výživu sondou, odsávací pumpy, drény a katétry atd. Dále bývá k dispozici široké spektrum farmakologických prostředků pro léčbu hlavních chorobných stavů, pro navození sedace, ke zmírnění bolesti a pro ochranu před sekundární infekcí. Pokud pacient vyžaduje dlouhodobou péči, po akutním zaléčení se může přesunout na následnou intenzivní péči.

## Kvalita péče
Medicína předpokládá vztah mezi velikostí JIP a kvalitou péče o mechanicky ventilované pacienty. Po korekci podle závažnosti chorobných stavů, demografických hodnot a charakteristik jednotlivých JIP (včetně obsazenosti intenzivisty) byla u větších JIP zaznamenána významně nižší mortalita na JIP i v celé nemocnici.

## Personál
Zdravotnický personál typicky zahrnuje intenzivisty. Intenzivní medicína je nástavbovým oborem pro lékaře s atestací z jednoho z následujících oborů: anesteziologie, dětská chirurgie, dětské lékařství, diabetologie a endokrinologie, gynekologie a porodnictví, chirurgie, infekční lékařství, kardiochirurgie, kardiologie, klinická onkologie, neurochirurgie, neurologie, ortopedie, pneumologie a ftizeologie, popáleninová medicína, traumatologie, urologie nebo vnitřní lékařství. Nově se etabluje také obor nemocniční medicína. Mezi personál zajišťující kontinuitu péče o pacienty nyní patří všeobecná sestra pro intenzivní péči či zdravotničtí záchranáři a další personál se specializovaným školením.